# 猪口明宏
猪口 明宏（いぐち あきひろ、1958年3月25日 - ）は、日本の元プロ野球選手（外野手）。奈良県桜井市出身。

## 経歴
天理高等学校では主軸として活躍。当時のチームメイトには鈴木康友、福家雅明、生島秀峰（のち奈良県立磯城野高等学校監督、育成功労賞）らがいる。
第47回選抜高等学校野球大会では初戦で栃木県立小山高等学校を破ったが、次戦で静岡県立掛川西高等学校に敗れた。第57回全国高等学校野球選手権大会では準々決勝に進出した。甲子園で投手として先発登板した経験もある。
大会後、高校日本代表に選ばれ米遠征。チームメイトには小川淳司、原辰徳がいた。
高校三年生の秋、1975年のドラフト会議で読売ジャイアンツから4位指名を受けた。同じ野手の山本功児（のち千葉ロッテマリーンズ監督）よりも指名順位が上だった。
背番号は退団まで一貫して65を着けた。

## 詳細情報

### 年度別打撃成績
- 一軍公式戦出場なし

### 背番号
- 65 （1976年 - 1978年）